# Aranybástya
Az Aranybástya annak a sövénynek a nyomvonalában épült kőfalon lévő bástya volt, amit a budai várhegy keleti lejtőjén a 16. század végén Lala Mohamed pasa húzatott fel a Dunától a Vízikapuig felvezető út védelmére. Az 1684-es ostrom után Sziavus pasa építtette fel a kőfalat, amit két bástyával erősített meg. Ezek egyike volt az Aranybástya, török nevén Altun tabie, ami a Vízikapu alatti várlejtőn állt. A bástya eredetileg hatszögletű volt, maradványai az 1960-as években kerültek elő az Ellipsz sétány Hunyadi János út alatti szakaszán lévő játszótéren végzett ásatások során.